# بخش شیندا
بخش شیندا (به سوئدی: Kinda kommun) یک ناحیه شهری در سوئد است که در شهرستان اوستر گوتلاند واقع شده‌است.